# Ubuntu
För andra betydelser, se Ubuntu (olika betydelser).
Ubuntu är ett fritt operativsystem baserat på Linuxkärnan och är en fork av distributionen Debian. Ubuntu kommer alltid att vara gratis och tillgängligt för alla. Namnet kommer från zuluspråkets "ubuntu", som löst översatt blir "medmänsklighet" eller "En person är en person bara genom andra människor". Ubuntus målsättning är bland annat att vara ett aktuellt, stabilt operativsystem för den genomsnittlige användaren, med ett starkt fokus på användarvänlighet och enkel installation. Ubuntu har blivit rankad som den mest populära linuxdistributionen för persondatorer.
Bakom Ubuntu står företaget Canonical Ltd. För att kunna garantera support under de långa supportperioderna står även Ubuntu Foundation beredd i bakgrunden med ett reservkapital. Ubuntus grafiska miljö är i grundutförande baserad på skrivbordsmiljön GNOME. I versionerna 11.04 till och med 17.04 användes istället den egenutvecklade miljön Unity
Canonical kommer att inrikta sig på LTS-versionerna av Ubuntu och troligtvis ersätta halvårsutgivningarna med en version som kontinuerligt uppdateras med de senaste funktionerna, en så kallad rolling release.

## Bakgrund
En av grundvärderingarna bakom Linux och öppen källkod är att alla användare ska ha full frihet att anpassa mjukvaran och dela med sig till andra av sina modifierade versioner. Detta finns juridiskt uttryckt i licenser som till exempel GPL, som Linux täcks av. Detta har gett möjlighet för ett antal företag att bildas med syftet att anpassa och paketera Linux tillsammans med andra program, en så kallad Linuxdistribution.
Det är vanligt att dessa företag fokuserar på att sälja utbildning och konsulttjänster, eftersom GPL ger användarna full rättighet att kopiera distributionerna. De har då tillåtit gratis nedladdning av mjukvaran.
Runt 2003 var Red Hat och SUSE bland de populäraste versionerna hos hemanvändare. Båda dessa distributioner bestämde sig för att dela upp sina distributioner i två varianter: En full version, som de tar betalt för, samt en fri version, med färre program. Den fulla versionen kan också innehålla extra support, och riktas främst till företag. Även om detta är fullt tillåtet, så kände sig många hemanvändare åsidosatta till förmån för företagskunderna.
Det var i denna situation som företaget Canonical bildades och släppte första versionen av Ubuntu 2004.

## Filosofi och värderingar
Namnet Ubuntu är valt med eftertanke och återspeglar hela filosofin som både utvecklare och användare ställer sig bakom. Ubuntu kan på zulu och flera andra afrikanska språk ungefär översättas med ”medmänsklighet” eller ”jag är den jag är på grund av vad vi alla är”.
Ubuntu och människorna inblandade samlas runt en grundläggande filosofi som ska garantera användaren vissa friheter: att mjukvara ska finnas tillgänglig utan kostnad, kunna användas av alla oavsett språk eller eventuella handikapp, samt att människor ska ha friheten att modifiera och anpassa sin mjukvara på vilket sätt de själva vill.
Dessa friheter gör att Ubuntu skiljer sig markant från traditionell, proprietär programvara: verktyg och program i Ubuntu finns tillgängliga helt gratis och användaren har fullständig rätt att ändra på dem till dess de uppfyller dennes behov.
De som jobbar med Ubuntu ger följande offentliga löften till sina användare:
- Ubuntu kommer alltid att finnas tillgängligt utan kostnad och det finns ingen speciell ”företagsversion” som kostar pengar.
- Ubuntu levereras med komplett kommersiell support från hundratals företag över hela världen. Ubuntu släpps regelbundet och förutsägbart i nya versioner; varje halvår kommer en ny version som får gratis säkerhetsuppdateringar och buggfixar under minst 9 månader (tidigare 18 månader).
- Ubuntu innehåller de bästa översättningar och handikappstöd som rörelsen kring fri programvara kan erbjuda, för att Ubuntu ska vara användbart för så många människor som möjligt.
- Ubuntu ställer sig helt och hållet bakom principerna för fri programvara.

## Derivat
Officiella utgåvor av Ubuntu som skapas och underhålls av Canonical tillsammans med Ubuntucommunityt:

### Ubuntu Desktop
Ubuntu Desktop skapades för skrivbordsdatorer och bärbara datorer. Tidigare utvecklades en separat version kallad Ubuntu Netbook Edition, för netbooks och mindre bärbara med skärmar upp till 10"; denna version har avvecklats i och med att användargränssnitt och funktionalitet integrerats i Ubuntu Desktop. Tidigare utvecklades även en utgåva under namnet Gobuntu som endast använde sig av fri mjukvara. Första versionen släpptes tillsammans med Ubuntu 7.10. Gobuntu-projektet har nu sammanfogats med Ubuntu, där man vid installation kan välja att bara använda "Fri programvara". Den sista version av Gobuntu att släppas var Gobuntu 8.04. Detta då användarna under installation av senare versioner kan välja att inte installera proprietära paket.

### Ubuntu Server

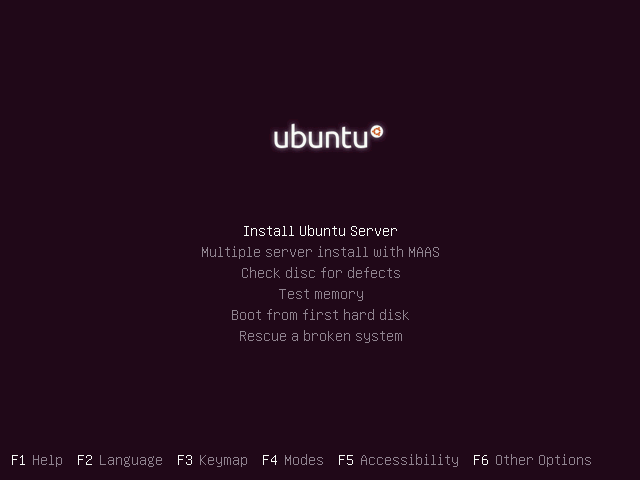
En skärmdump av bootmenyn till serverversionen av Ubuntu 12.04

Ubuntu Server skapades för att användas på servrar. Denna utgåva är optimerad för serveruppgifter och saknar därför ett grafiskt gränssnitt. Det grundläggande systemet är anpassat speciellt för nätverksservertjänster, som till exempel en webbserver. Detta används bland annat på Wikimedia:s webb- och databas-servrar. 
Ubuntu 10.04 Server Edition kan köras på VMware ESX Server, Oracles VirtualBox och VM, Citrix Systems XenServer hypervisors, Microsoft Hyper-V, QEMU, Kernel-based Virtual Machine, eller andra emulatorer och virtualiserare som är kompatibla med IBM PC. Ubuntu använder App Armor som säkerhetsmodul till Linuxkärnan och är som standard påslagen för viktiga mjukvarupaket.
Ubuntu Server har stöd för de två stora arkitekturerna Intel x86 och AMD64. Sedan version 12.04 LTS släpptes finns även stöd för ARM-arkitekturen.
Ubuntu Server distribueras utan kostnad, men användare kan välja att betala för teknisk support. Årskostnaden för support under arbetstid ligger på runt 750 dollar per server och support dygnet runt året om kostar 1200 dollar per server.

### Ubuntu Business Desktop Remix
Ubuntu Business Desktop Remix skapades för affärsanvändare. Denna version inkluderar bland annat programvarorna Adobe Flash, Canonical Landscape, OpenJDK 6 och VMware View samtidigt som programvaror för sociala nätverk, fildelning, spel samt verktyg för utveckling och systemadministration tagits bort.

### Ubuntu TV
Ubuntu TV skapades för att användas på TV-apparater. Denna version ger tillgång till populära Internettjänster och kan streama innehåll till mobiltelefoner och surfplattor med Android, iOS och Ubuntu.

### Ubuntu for Android
Ubuntu for Android skapades för att användas på Androidtelefoner.
Det finns flera varianter av Ubuntu som baseras på de officiella utgåvorna. Dessa varianter inkluderar olika paket som skiljer sig från de officiella. Följande varianter erkänns av Canonical som signifikant bidragande till projektet men stöds ej ekonomiskt av Canonical:
- Edubuntu är speciellt anpassad för att användas i skolor.
- Kubuntu använder KDE som skrivbordshanterare, istället för Unity eller GNOME som är standard i Ubuntu.
- Lubuntu använder LXDE som skrivbordshanterare.
- Mythbuntu har MythTV integrerat.
- Ubuntu studio är speciellt anpassad för skapande av musik och film.
- Xubuntu använder Xfce som skrivbordshanterare och är speciellt anpassad för att kunna köras på äldre datorer.[21]

### Fristående härledningar
Ubuntus popularitet har gjort att det finns ett stort antal derivat. En speciell version innehållande endast fri programvara är Gnewsense. Google använder en anpassad variant, kallad Goobuntu. Tidigare fanns även Ubuntu Eee, som var anpassat för Asus Eee PC-datorerna. Ubuntu Eee hade anpassad kärna, och var även grafiskt anpassat till den lilla skärmen. Det hade också stöd för Eee:ns touchpads. Namnet Ubuntu Eee innebar dock varumärkesintrång, då distributionen inte kom från Canonical Ltd., och distributionen har därför bytt namn till EasyPeasy.

### Ubuntu touch
Ubuntu touch är ett operativsystem för mobiler, Canonical har övergivit projektet p.g.a att det inte fanns så mycket intresse i projektet. Sen dess har projektet varit uppdaterat av en tredje parts företag som heter UBports foundation, Ubuntu touch funkar bara på vissa mobiler

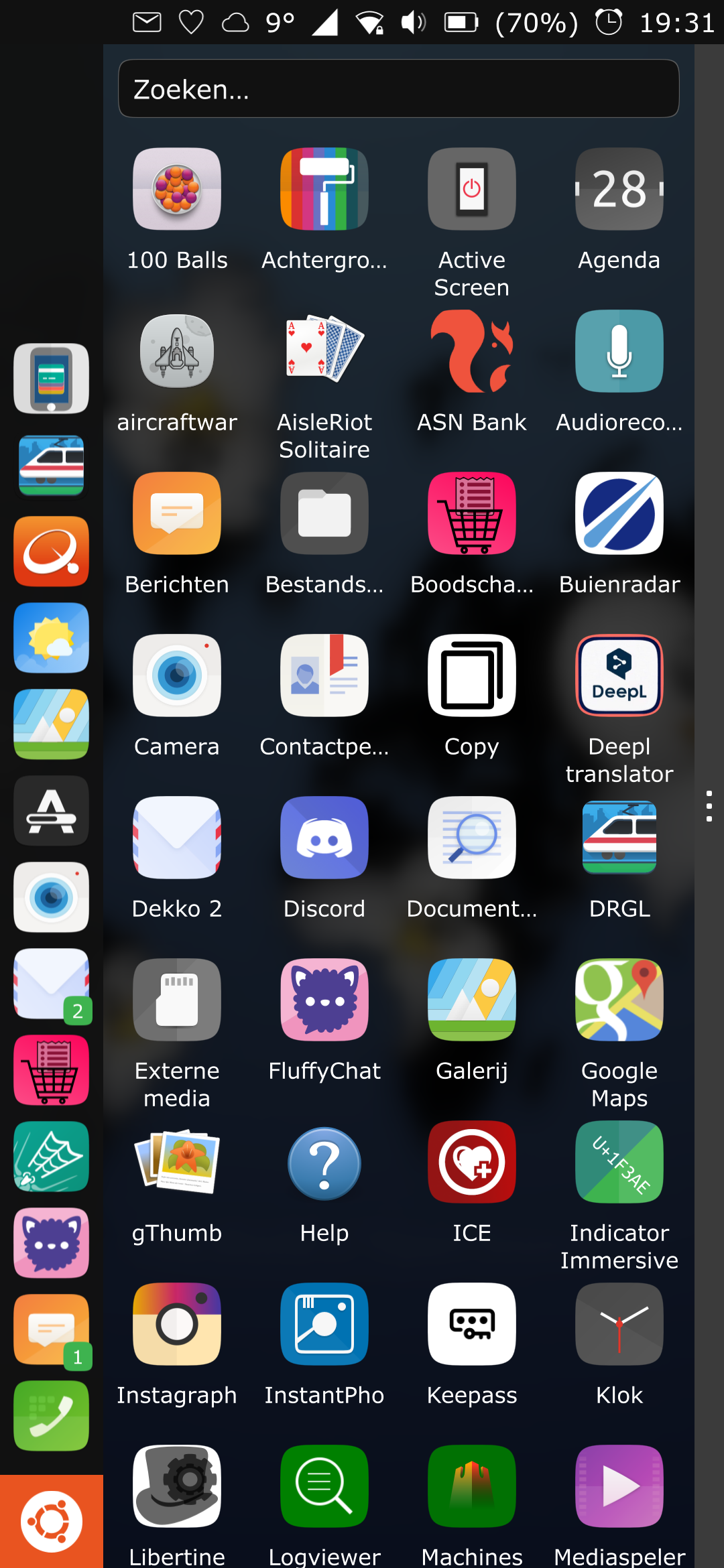
App lanseraren i Ubuntu touch

## Användare
Ubuntu är en av de mest populära Linux-distributionerna för skrivbordsanvändning. Frankrikes parlament har beslutat att de ska gå över till Ubuntu innan slutet av sommaruppehållet 2007.
Andra stora miljöer där Ubuntu används är till exempel Wikimedia:s servrar. 
I det svenska Ubuntuforumet finns ett faddersystem för nya och gamla ubuntuanvändare, vilket gör att det snabbt går att få svar på frågor som rör systemet. I Sverige har det tidigare funnits ett antal Ubuntuföreningar, varav den största var Svenska Ubuntuföreningen. Det fanns även ett antal lokala föreningar.

### Ubuntus internationella organisation
Ubuntus moderföretag Canonical Ltd. är baserat i London, och har uppmuntrat till så kallade LoCos (Local Communities) i alla länder där Ubuntu sprids. Canonical stödjer dessa LoCos med serverplats för forum, wikier, information och support, och användarna/medlemmarna på respektive LoCo är där ideellt. Varje LoCo har en kontaktperson, vald av medlemmarna i samråd med Canonical. Sveriges LoCo finns också registrerad som förening hos Skatteverket och kallas Ubuntu-SE

## Skärmdumpar

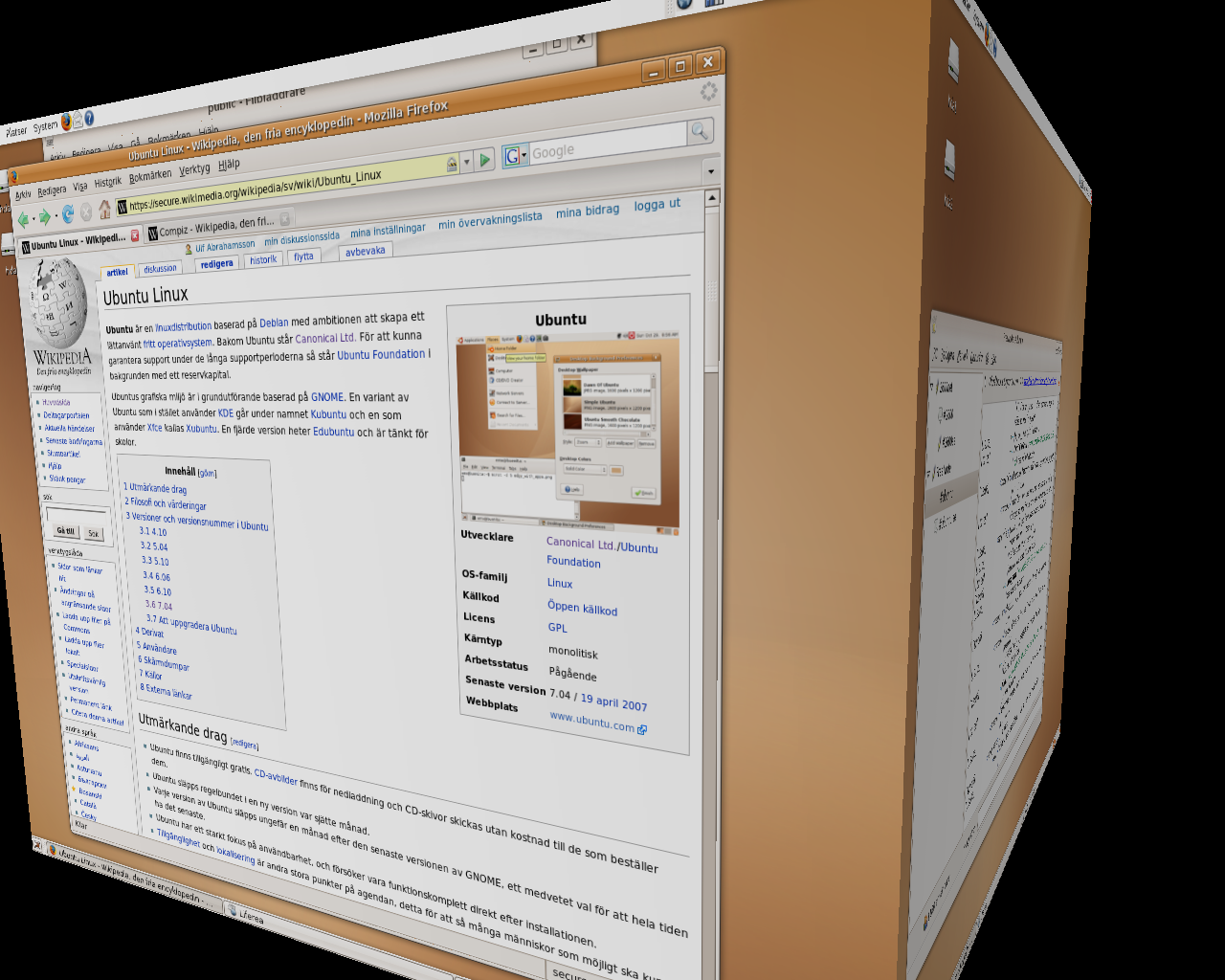
Ubuntu 7.04 med skrivbordseffekter aktiverade.
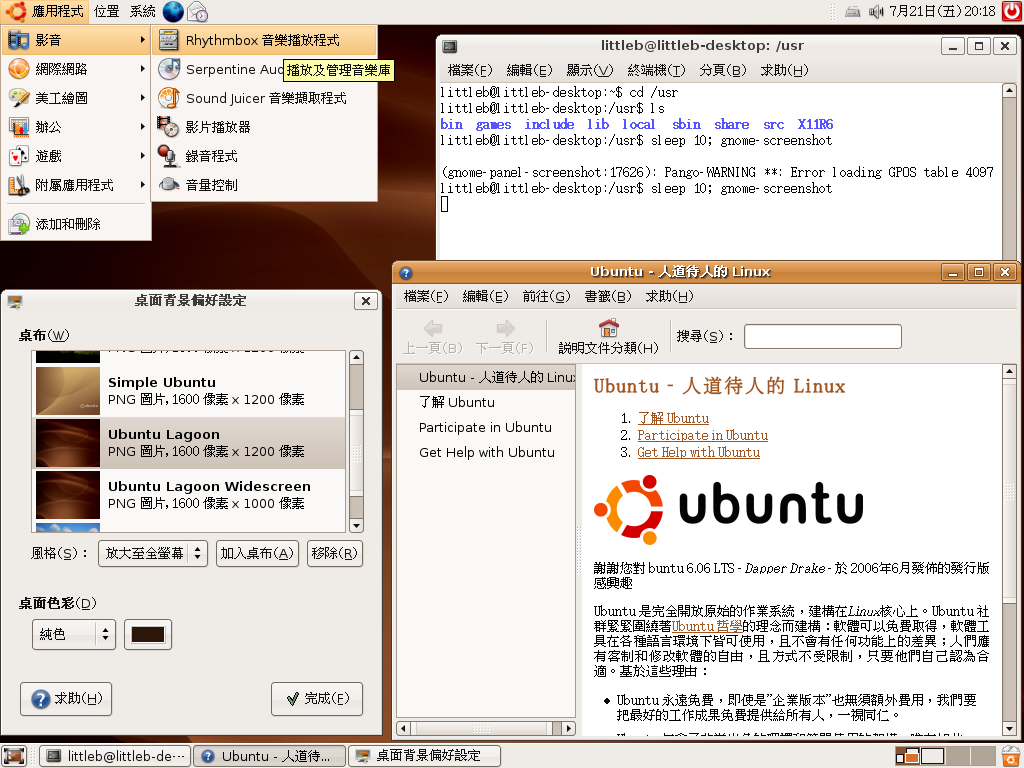
Ubuntu har stöd för många språk. Bilden visar ett exempel med traditionell kinesiska.
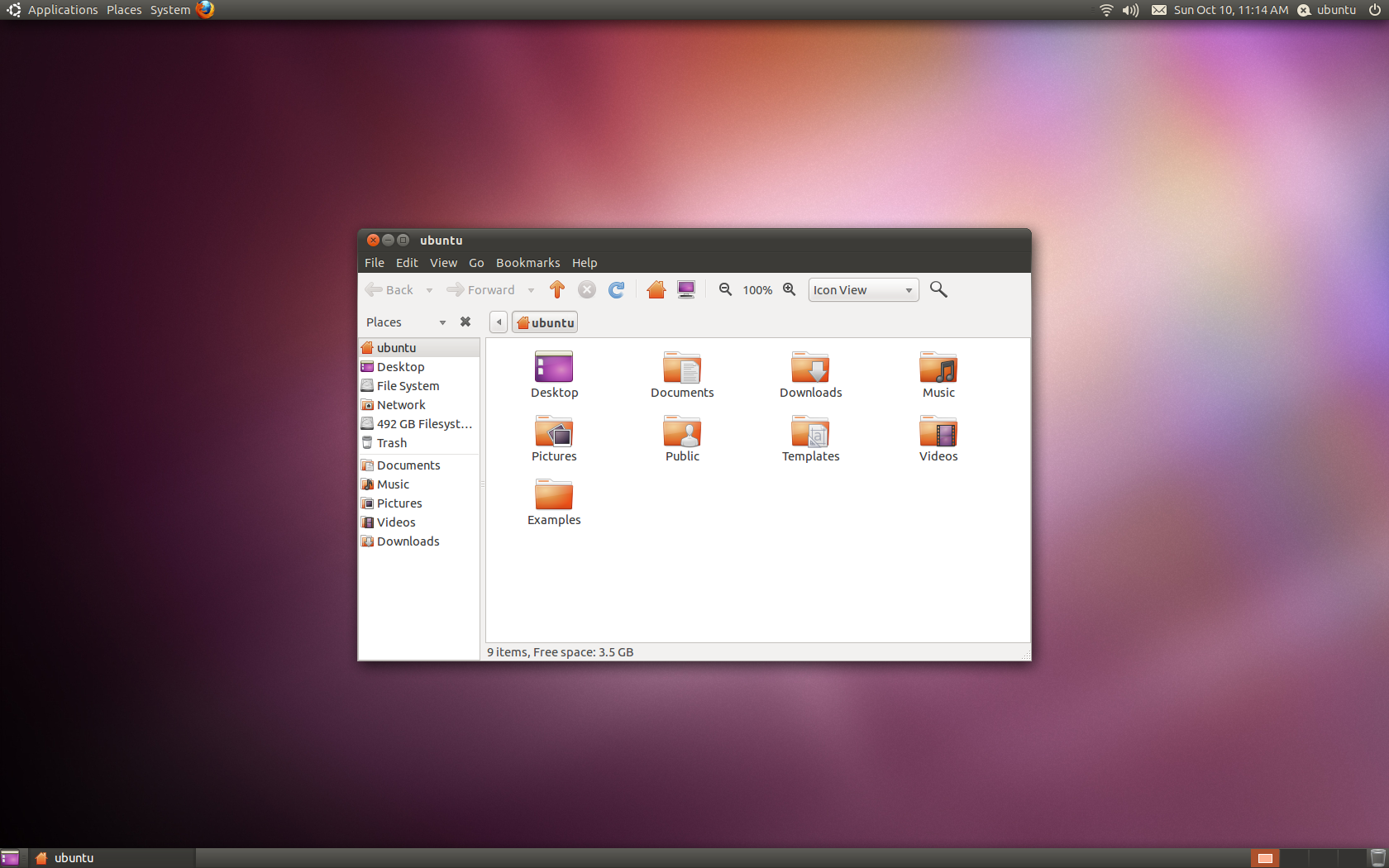
Ubuntu 10.10 (Maverick Meerkat) som släpptes i oktober 2010 var den sista att använda GNOME istället för Unity som skrivbordsmiljö.